# Rio Jequitinhonha
Pour l’article homonyme, voir Jequitinhonha.
Le rio Jequitinhonha est un fleuve brésilien qui traverse les États du Minas Gerais et de Bahia. 

## Géographie
Il naît dans la région de la ville de Serro, traverse le nord-est de l'État du Minas Gerais et se termine dans l'océan Atlantique, à Belmonte, dans le sud de l'État de Bahia. Il parcourt une des régions les plus pauvres du Brésil, appelée Vale do Jequitinhonha. Près de sa source se trouve la ville de Diamantina. Comme autres cités de son bassin, on peut citer Araçuaí, Itinga, Jequitinhonha, Almenara et Itaobim.
Durant la période coloniale, le fleuve était connu comme le rio das Virgens (« rivière des Vierges »).

## Les barrages
Deux grands barrages ont été construits sur le rio Jequitinhonha :
- Le Barrage d'Itapebí, dans le sud de Bahia.
- L'usine hydroélectrique d'Irapé (municipalité de Berilo - Minas Gerais), de 208 mètres de hauteur, peut-être le barrage le plus haut du Brésil.

## Les débits mensuels à Jacinto
Le débit du fleuve a été observé pendant 36 ans (1943-1978) à Jacinto, localité de l'État de Bahia située à 180 kilomètres de son embouchure dans l'océan Atlantique
. 
À Jacinto, le débit annuel moyen ou module observé sur cette période a été de 409 m3/s pour un bassin versant de 62 365 km2.
La lame d'eau écoulée dans l'ensemble du bassin atteint ainsi le chiffre de 207 millimètres par an.
Fleuve de la frange méridionale du Nordeste brésilien, le rio Jequitinhonha est sans conteste un cours d'eau irrégulier, mais moins cependant que le rio Xingu par exemple, grand cours d'eau de l'Amazonie orientale. On constate que le Jequitinhonha conserve en toutes saisons un débit fort appréciable. 
Sur la durée d'observation de 36 ans, le débit minimum observé a été de 38 m3/s, tandis que le débit maximal se montait à 2 896 m3/s.